# 내셔널 위민스 사커 리그
내셔널 위민스 사커 리그(National Women's Soccer League, NWSL)는 미국의 여자 축구 1부 리그이다.

## 클럽
| 클럽               | 연고지                | 홈구장                 | 수용인원 | 창설   | 첫시즌 |
| ------------------ | --------------------- | ---------------------- | -------- | ------ | ------ |
| 보스턴 브레이커스  | 매사추세츠주 보스턴   | 조던 필드              | 4,000명  | 2001년 | 2013년 |
| 시카고 레드 스타즈 | 일리노이주 브리지뷰   | 시트긱 스타디움        | 20,000명 | 2007년 | 2013년 |
| FC 캔자스시티      | 미주리주 캔자스시티   | 스위프 사커 빌리지     | 3,200명  | 2012년 | 2013년 |
| 휴스턴 대시        | 텍사스주 휴스턴       | BBVA 컴패스 스타디움   | 7,000명  | 2013년 | 2014년 |
| 올랜도 프라이드    | 플로리다주 올랜도     | 캠핑 월드 스타디움     | 61,348명 | 2015년 | 2016년 |
| 포틀랜드 손스 FC   | 오리건주 포틀랜드     | 프로비던스 파크        | 20,438명 | 2012년 | 2013년 |
| 시애틀 레인 FC     | 워싱턴주 시애틀       | 메모리얼 스타디움      | 6,000명  | 2012년 | 2013년 |
| 스카이 블루 FC     | 뉴저지주 피스캐터웨이 | 유케이 필드            | 5,000명  | 2007년 | 2013년 |
| 워싱턴 스피릿      | 메릴랜드주 보이드     | 메릴랜드 사커플렉스    | 5,200명  | 2012년 | 2013년 |
| 웨스턴 뉴욕 플래시 | 뉴욕주 로체스터       | 카펠리 스포츠 스타디움 | 13,768명 | 2008년 | 2013년 |

## NWSL 메이저 트로피 우승팀
| 연도 | NWSL 챔피언 (챔피언 결정전)          | NWSL 실드 (정규리그 우승) |
| ---- | ------------------------------------ | ------------------------- |
| 2013 | 포틀랜드 손스 FC                     | 웨스턴 뉴욕 플래시        |
| 2014 | FC 캔자스시티                        | 시애틀 레인 FC            |
| 2015 | FC 캔자스시티                        | 시애틀 레인 FC            |
| 2016 | 웨스턴 뉴욕 플래시                   | 포틀랜드 손스 FC          |
| 2017 | 포틀랜드 손스 FC                     | 노스캐롤라이나 커리지     |
| 2018 | 노스캐롤라이나 커리지                | 노스캐롤라이나 커리지     |
| 2019 | 노스캐롤라이나 커리지                | 노스캐롤라이나 커리지     |
| 2020 | 미국의 코로나19 범유행으로 인해 취소 |                           |
| 2021 | 워싱턴 스피릿                        | 포틀랜드 손스 FC          |
| 2022 | 포틀랜드 손스 FC                     | OL 레인 FC                |
| 2023 | NJ/NY 고섬 FC                        | 샌디에고 웨이브 FC        |
| 2024 | 미정                                 | 올랜도 프라이드           |